# إيكر بيلباو
إكير بيلباو (بالإسبانية: Iker Bilbao) هو لاعب كرة قدم إسباني في مركز لاعب ارتكاز ‏، ولد في 20 مارس 1996 في لارابيتزو في إسبانيا. لعب مع نادي أموريبايتا ونادي باسكونيا ونادي غرنيكا.